# Campionat del Món de bàsquet masculí de 2002
El XIV Campionat del Món de bàsquet masculí es disputà a Indianapolis entre el 29 d'agost i el 3 de setembre del 2002. Hi participaren 16 equips. Després de 13 edicions del campionat, Estats Units va ser elegit com a seu amb l'esperança de rebre una gran quantitat d'aficionats.

## Format de competició
Les 16 seleccions classificades es divideixen en quatre grups (d'A a D) de quatre seleccions cadascun per a disputar la primera ronda. Passen de ronda els tres millors de cada grup, mentre que els quatre últims classificats de cada grup es disputen els llocs del 13è al 16è.
Les 12 seleccions que passen a segona ronda es divideixen en dos grups de sis equips (E i F), en els quals disputen partits contra aquelles seleccions contra les quals encara no han jugat. Els dos millors de cada grup passen a semifinals, els dos tercers i cambres disputen del 5è lloc al 8è i els dos últims de cada grup, disputen del 9è lloc al 12è.

## Seus
Estats Units va elegir la ciutat d'Indianapolis com a única amfitriona del torneig; en aquesta ciutat, es van fer servir dos recintes esportius pel campionat. Són els següents:
| Pavelló            | Capacitat | Grup              |
| ------------------ | --------- | ----------------- |
| Conseco Fieldhouse | 18.345    | Semifinal / Final |
| Domo RCA           | 60.272    | Quarts de final   |

## Seleccions participants
| Àfrica         | Amèrica                                                    | Àsia       | Europa                                     | Oceania      |
| -------------- | ---------------------------------------------------------- | ---------- | ------------------------------------------ | ------------ |
| Angola Algèria | Argentina Brasil Canadà Estats Units Puerto Rico Veneçuela | Líban Xina | Alemanya Espanya Iugoslàvia Rússia Turquia | Nova Zelanda |

## Resultats

### Primera fase
| Grup A        |          |               |
| Espanya       | 88 - 55  | Angola        |
| RF Iugoslàvia | 87 - 71  | Canadà        |
| Angola        | 84 - 74  | Canadà        |
| Espanya       | 71 - 69  | RF Iugoslàvia |
| RF Iugoslàvia | 113 - 63 | Angola        |
| Espanya       | 85 - 54  | Canadà        |

| Selecció         | Pts | G | P | PF  | PC  | Dif |
| ---------------- | --- | - | - | --- | --- | --- |
| 1. Espanya       | 6   | 3 | 0 | 244 | 178 | 66  |
| 2. RF Iugoslàvia | 5   | 2 | 1 | 269 | 205 | 64  |
| 3. Angola        | 4   | 1 | 2 | 202 | 275 | -73 |
| 4. Canadà        | 3   | 0 | 3 | 199 | 256 | -57 |

| Grup B      |          |             |
| Turquia     | 107 - 80 | Líban       |
| Brasil      | 90 - 86  | Puerto Rico |
| Brasil      | 88 - 86  | Turquia     |
| Puerto Rico | 99 - 77  | Líban       |
| Brasil      | 102 - 73 | Líban       |
| Puerto Rico | 78 - 75  | Turquia     |

| Selecció       | Pts | G | P | PF  | PC  | Dif |
| -------------- | --- | - | - | --- | --- | --- |
| 1. Brasil      | 6   | 3 | 0 | 280 | 255 | 25  |
| 2. Puerto Rico | 5   | 2 | 1 | 263 | 242 | 21  |
| 3. Turquia     | 4   | 1 | 2 | 268 | 246 | 22  |
| 4. Líban       | 3   | 0 | 3 | 230 | 308 | -78 |

| Grup C          |          |                 |
| Estats Units    | 84 - 65  | R.P. de la Xina |
| Alemanya        | 102 - 70 | Algèria         |
| Estats Units    | 104 - 87 | Alemanya        |
| R.P. de la Xina | 96 - 82  | Algèria         |
| Estats Units    | 110 - 60 | Algèria         |
| Alemanya        | 88 - 76  | R.P. de la Xina |

| Selecció           | Pts | G | P | PF  | PC  | Dif |
| ------------------ | --- | - | - | --- | --- | --- |
| 1. Estats Units    | 6   | 3 | 0 | 298 | 212 | 86  |
| 2. Alemanya        | 5   | 2 | 1 | 277 | 250 | 27  |
| 3. R.P. de la Xina | 4   | 1 | 2 | 237 | 254 | -17 |
| 4. Algèria         | 3   | 0 | 3 | 212 | 308 | -96 |

| Grup D       |          |              |
| Argentina    | 112 - 85 | Nova Zelanda |
| Rússia       | 86 - 69  | Veneçuela    |
| Argentina    | 100 - 81 | Rússia       |
| Nova Zelanda | 98 - 85  | Veneçuela    |
| Nova Zelanda | 90 - 81  | Rússia       |
| Argentina    | 107 - 72 | Veneçuela    |

| Selecció        | Pts | G | P | PF  | PC  | Dif |
| --------------- | --- | - | - | --- | --- | --- |
| 1. Argentina    | 6   | 3 | 0 | 319 | 238 | 81  |
| 2. Nova Zelanda | 5   | 2 | 1 | 273 | 278 | -5  |
| 3. Rússia       | 4   | 1 | 2 | 248 | 259 | -11 |
| 4. Veneçuela    | 3   | 0 | 3 | 226 | 291 | -65 |

### Segona fase
| Grup I        |          |               |
| RF Iugoslàvia | 83 - 85  | Puerto Rico   |
| Espanya       | 87 - 64  | Turquia       |
| Brasil        | 86 - 83  | Angola        |
| Puerto Rico   | 73 - 65  | Espanya       |
| Brasil        | 69 - 90  | RF Iugoslàvia |
| Turquia       | 86 - 66  | Angola        |
| RF Iugoslàvia | 110 - 78 | Turquia       |
| Espanya       | 84 - 67  | Brasil        |
| Puerto Rico   | 89 - 87  | Angola        |

| Selecció         | Pts | G | P | PF  | PC  | Dif |
| ---------------- | --- | - | - | --- | --- | --- |
| 1. Puerto Rico   | 11  | 5 | 1 | 510 | 477 | 33  |
| 2. Espanya       | 11  | 5 | 1 | 480 | 382 | 98  |
| 3. RF Iugoslàvia | 10  | 4 | 2 | 552 | 437 | 115 |
| 4. Brasil        | 10  | 4 | 2 | 502 | 502 | 0   |
| 5. Turquia       | 8   | 2 | 4 | 496 | 509 | -13 |
| 6. Angola        | 7   | 1 | 5 | 438 | 536 | -98 |

| Grup F       |          |                 |
| Alemanya     | 84 - 64  | Nova Zelanda    |
| Rússia       | 82 - 106 | Estats Units    |
| Argentina    | 95 - 71  | R.P. de la Xina |
| Alemanya     | 77 - 86  | Argentina       |
| Estats Units | 110 - 62 | Nova Zelanda    |
| Rússia       | 95 - 68  | R.P. de la Xina |
| Alemanya     | 103 - 85 | Rússia          |
| Nova Zelanda | 94 - 88  | R.P. de la Xina |
| Argentina    | 87 - 80  | Estats Units    |

| Selecció           | Pts | G | P | PF  | PC  | Dif |
| ------------------ | --- | - | - | --- | --- | --- |
| 1. Argentina       | 12  | 6 | 0 | 587 | 466 | 121 |
| 2. Estats Units    | 11  | 5 | 1 | 594 | 443 | 151 |
| 3. Alemanya        | 10  | 4 | 2 | 541 | 485 | 56  |
| 4. Nova Zelanda    | 9   | 3 | 3 | 493 | 560 | -67 |
| 5. Rússia          | 8   | 2 | 4 | 510 | 536 | -26 |
| 6. R.P. de la Xina | 7   | 1 | 5 | 464 | 538 | -74 |

### Ronda final
|  | Eliminatòria del 13è al 16è | Eliminatòria del 13è al 16è |    |                       | 13è i 14è             | 13è i 14è |
|  |                             |                             |    |                       |                       |           |
|  | 2 de setembre de 2002       |                             |    |                       |                       |           |
|  | Canadà                      | 91                          |    |                       |                       |           |
|  | Líban                       | 67                          |    |                       |                       |           |
|  |                             |                             |    |                       |                       |           |
|  |                             |                             |    |                       | 3 de setembre de 2002 |           |
|  |                             |                             |    |                       | Canadà                | 98        |
|  |                             | Veneçuela                   | 97 |                       |                       |           |
|  |                             |                             |    |                       |                       |           |
|  |                             |                             |    |                       |                       |           |
|  |                             |                             |    |                       | 15è i 16è             |           |
|  | 2 de setembre de 2002       | 2 de setembre de 2002       |    | 3 de setembre de 2002 | 3 de setembre de 2002 |           |
|  | Veneçuela                   | 98                          |    | Líban                 | 70                    |           |
|  | Algèria                     | 83                          |    |                       | Algèria               | 100       |

|  | Eliminatòria del 9è al 12è | Eliminatòria del 9è al 12è |    |                       | 9è i 10è              | 9è i 10è |
|  |                            |                            |    |                       |                       |          |
|  | 6 de setembre de 2002      |                            |    |                       |                       |          |
|  | Rússia                     | 77                         |    |                       |                       |          |
|  | Angola                     | 66                         |    |                       |                       |          |
|  |                            |                            |    |                       |                       |          |
|  |                            |                            |    |                       | 7 de setembre de 2002 |          |
|  |                            |                            |    |                       | Rússia                | 86       |
|  |                            | Turquia                    | 94 |                       |                       |          |
|  |                            |                            |    |                       |                       |          |
|  |                            |                            |    |                       |                       |          |
|  |                            |                            |    |                       | 11è i 12è             |          |
|  | 6 de setembre de 2002      | 6 de setembre de 2002      |    | 7 de setembre de 2002 | 7 de setembre de 2002 |          |
|  | Turquia                    | 94                         |    | Angola                | 96                    |          |
|  | R.P. de la Xina            | 86                         |    |                       | R.P. de la Xina       | 84       |

|  | Eliminatòria del 5è al 8è | Eliminatòria del 5è al 8è |    |                       | 5è i 6è               | 5è i 6è |
|  |                           |                           |    |                       |                       |         |
|  | 6 de setembre de 2002     |                           |    |                       |                       |         |
|  | Espanya                   | 105                       |    |                       |                       |         |
|  | Brasil                    | 89                        |    |                       |                       |         |
|  |                           |                           |    |                       |                       |         |
|  |                           |                           |    |                       | 7 de setembre de 2002 |         |
|  |                           |                           |    |                       | Espanya               | 81      |
|  |                           | Estats Units              | 75 |                       |                       |         |
|  |                           |                           |    |                       |                       |         |
|  |                           |                           |    |                       |                       |         |
|  |                           |                           |    |                       | 7è i 8è               |         |
|  | 6 de setembre de 2002     | 6 de setembre de 2002     |    | 7 de setembre de 2002 | 7 de setembre de 2002 |         |
|  | Puerto Rico               | 74                        |    | Brasil                | 84                    |         |
|  | Estats Units              | 84                        |    |                       | Puerto Rico           | 91      |

|  | Semifinals            | Semifinals            |    |                       | Final                 | Final |
|  |                       |                       |    |                       |                       |       |
|  | 7 de setembre de 2002 |                       |    |                       |                       |       |
|  | RF Iugoslàvia         | 89                    |    |                       |                       |       |
|  | Nova Zelanda          | 78                    |    |                       |                       |       |
|  |                       |                       |    |                       |                       |       |
|  |                       |                       |    |                       | 8 de setembre de 2002 |       |
|  |                       |                       |    |                       | Argentina             | 77    |
|  |                       | RF Iugoslàvia         | 84 |                       |                       |       |
|  |                       |                       |    |                       |                       |       |
|  |                       |                       |    |                       |                       |       |
|  |                       |                       |    |                       | Tercer Lloc           |       |
|  | 7 de setembre de 2002 | 7 de setembre de 2002 |    | 8 de setembre de 2002 | 8 de setembre de 2002 |       |
|  | Argentina             | 86                    |    | Nova Zelanda          | 95                    |       |
|  | Alemanya              | 80                    |    |                       | Alemanya              | 117   |

## Classificació
| Posició | Equip        |
| ------- | ------------ |
| 1       | Iugoslàvia   |
| 2       | Argentina    |
| 3       | Alemanya     |
| 4       | Nova Zelanda |
| 5       | Espanya      |
| 6       | Estats Units |
| 7       | Puerto Rico  |
| 8       | Brasil       |
| 9       | Turquia      |
| 10      | Rússia       |
| 11      | Angola       |
| 12      | Xina         |
| 13      | Canadà       |
| 14      | Veneçuela    |
| 15      | Algèria      |
| 16      | Líban        |